# Susan Blackmore
Susan Jane Blackmore (Londra, 29 luglio 1951) è una psicologa britannica.

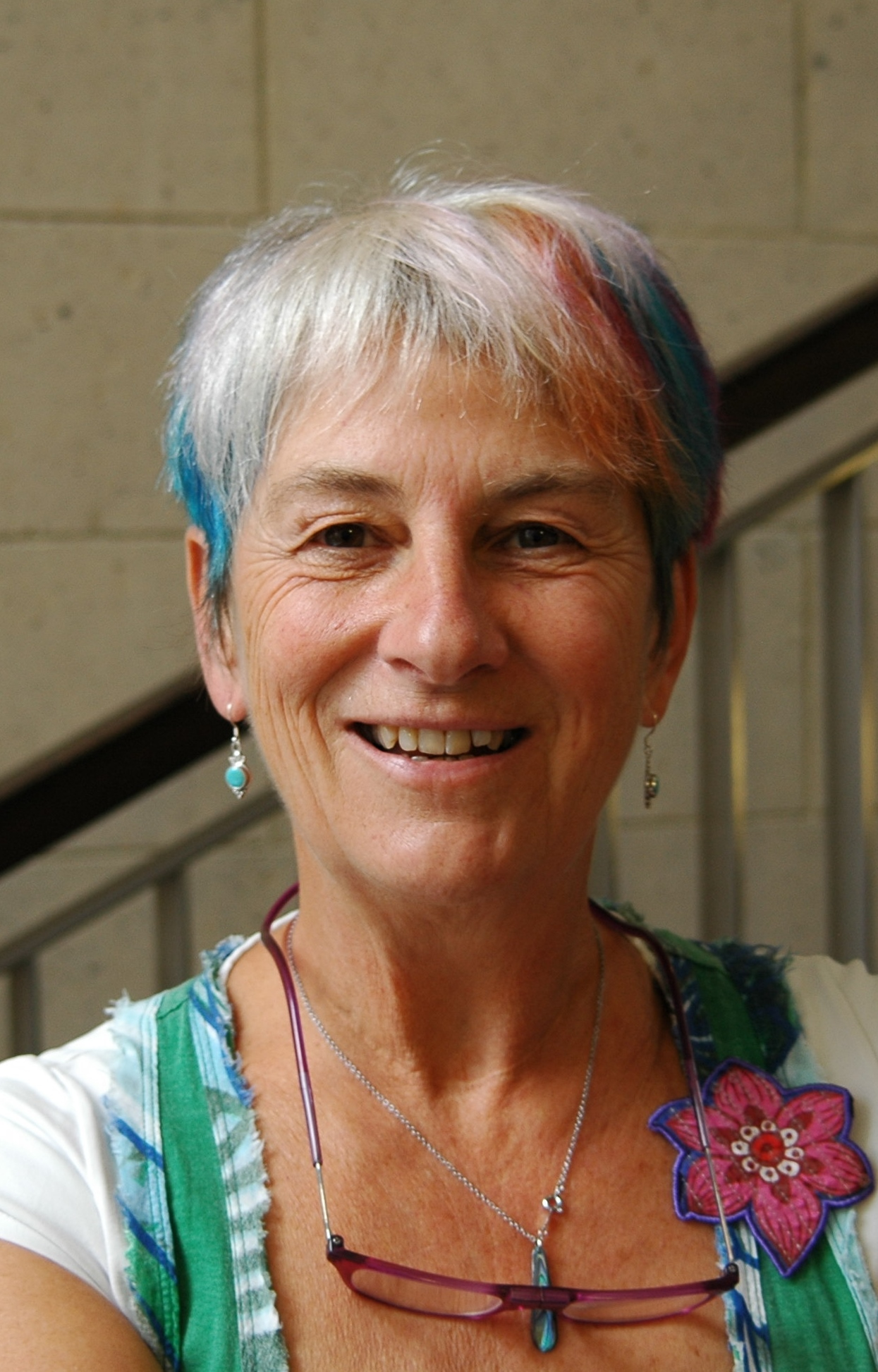
Susan Blackmore nel 2014

Ha scritto o contribuito a oltre 40 libri e 60 articoli accademici ed è un contributore del quotidiano The Guardian. I suoi campi di ricerca includono memetica, teoria dell'evoluzione, psicologia, parapsicologia, coscienza. È internazionalmente conosciuta soprattutto per il suo libro La macchina dei memi.

## Carriera
Nel 1973 si è laureata al St Hilda's College di Oxford in psicologia e fisiologia. Ha conseguito un Master of Arts nel 1974 in psicologia ambientale all'Università del Surrey. Nel 1980 ha conseguito un dottorato di ricerca in parapsicologia presso la stessa università, con una tesi dal titolo "Percezione Extrasensoriale come Processo Cognitivo". Negli anni '80, Blackmore ha condotto esperimenti di psicocinesi per verificare se la sua bambina, Emily, potesse influenzare un generatore di numeri casuali. Gli esperimenti sono stati menzionati nel libro che ha accompagnato la serie TV Arthur C. Clarke World Of Strange Powers. Blackmore ha insegnato alla University of the West of England (UWE) di Bristol fino al 2001. Dopo aver speso del tempo nella ricerca sulla parapsicologia e il paranormale, il suo atteggiamento nei confronti del campo è passato dalla credenza allo scetticismo. Nel 1987, Blackmore scrisse di aver avuto un'esperienza extracorporea poco dopo aver iniziato a dirigere la Società per la ricerca psichica dell'Università di Oxford (OUSPR).
In un articolo su The Observer sulla paralisi nel sonno, Barbara Rowland ha scritto che Blackmore "ha condotto un ampio studio tra il 1996 e il 1999 sulle esperienze "paranormali", la maggior parte delle quali rientra chiaramente nella definizione di paralisi nel sonno.
È membro del comitato per la Skeptical Inquiry (ex CSICOP) e nel 1991, ha ricevuto il CSICOP Distinguished Skeptic Award.
Blackmore ha svolto ricerche sulla memetica (di cui ha scritto nel suo famoso libro La macchina dei memi) e sulla teoria evolutiva. Il suo libro Consciousness: An Introduction (2004) è un libro di testo che copre ampiamente il campo degli studi sulla coscienza. È stata membro del comitato di redazione del Journal of Memetics (una rivista elettronica) dal 1997 al 2001 ed è stata consulente della rivista Skeptical Inquirer dal 1998.

## Libri
- Susan Blackmore, Parapsychology and out-of-the-body experiences, Hove, England, Transpersonal Books, 1978, ISBN 978-0-906326-01-5.
- Susan J. Blackmore, Beyond the Body: An Investigation of Out-of-the-Body Experiences, 1st, London, Heinemann, 1982, ISBN 978-0-434-07470-9. (2nd ed.). ISBN 978089733-3443.
- Susan J. Blackmore, The Adventures of a Parapsychologist, 1st, Buffalo, NY, Prometheus, 1986, ISBN 978-0-87975-360-3. (2nd ed. revised). ISBN 9781573920612.
- Susan J. Blackmore, Dying to Live: Science and the Near-death Experience, London, Grafton, 1993, ISBN 978-0-586-09212-5. (US ed.). ISBN 0879758708.
- Susan J. Blackmore e Adam Hart-Davis, Test your psychic powers, 1st, London, Thorsons, 1995, ISBN 1-85538-441-8. (US ed.). ISBN 0806996692.
- Susan J. Blackmore, The Meme Machine, 1st, Oxford University Press, 1999, ISBN 0-19-850365-2. Trad. it. La macchina dei memi. Perché i geni non bastano, Instar Libri, 2002. ISBN 9788846100436.
- Susan J. Blackmore, Consciousness: An Introduction, 1st, London, Hodder & Stoughton, 2003, ISBN 978-0-340-80909-9. (US ed.) ISBN 9780195153439.
- Susan J. Blackmore, Consciousness: A Very Short Introduction, Oxford University Press, 2005, ISBN 978-0-19-157805-2.
- Susan J. Blackmore, Conversations on Consciousness, Oxford University Press, 2005, ISBN 978-0-19-160486-7.
- Susan J. Blackmore, Ten Zen Questions, Oxford, Oneworld Publications, 2009, ISBN 978-1-85168-642-1. (paperback). ISBN 185168798X.